# In from the Side
In from the Side je britský hraný film z roku 2022, který režíroval Matt Carter podle vlastního scénáře. Snímek měl světovou premiéru na BFI Flare London LGBTQ+ Film Festivalu dne 25. března 2022.

## Děj
Mark hraje v ragbyovém B-týmu. Jednoho večera se spřátelí s hráčem Warrenem, který hraje za A-tým a začne jejich utajovaný vztah. Mark má přítele Rickyho, Warrenovým přítelem je jeho spoluhráč John. Mark chce s Rickym strávit Vánoce u svých rodičů ve Švýcarsku, ale Ricky to odmítne. Vezme tedy s sebou Warrena. Po návratu během novoročního večírku vyjde jejich utajovaný vztah najevo. Mark se rozejde s Rickym a odejde z týmu.

## Obsazení
| Alexander Lincoln    | Mark                           |
| Alexander King       | Warren                         |
| William Hearle       | Henry                          |
| Christopher Sherwood | Jimmy                          |
| Peter McPherson      | John                           |
| Pearse Egan          | Pinky                          |
| Ivan Comisso         | Carlos                         |
| Carl Loughlin        | Gareth                         |
| Alex Hammond         | Richard                        |
| Chris Garner         | Stuart                         |
| Mary Lincoln         | Alice                          |
| Nigel Fairs          | Len                            |
| Frank Assi           | Neil                           |
| Tom Murphy           | Barry                          |
| Kane Surry           | Olli                           |
| Steve Brockman       | kpitán týmu Cardiff Draconians |

## Ocenění
- Frameline Film Festival: nominace na nejlepší filmový debut
- FilmOut San Diego Film Festival: nejlepší filmový debut a nejlepší herec (Alexander Lincoln)
- Out On Film Film Festival Atlanta: cena publika pro nejlepší celovečerní film
- ReelQ Pittsburgh Film Festival: nejlepší celovečerní film
- OutShine Film Festival Fort Lauderdale: nejlepší celovečerní film